# تپه نام چیا
تپه نام چیا مربوط به دوران پیش از تاریخ ایران باستان است و در شهرستان دلفان، بخش کاکاوند، روستای خوشنام واقع شده و این اثر در تاریخ ۲۳ بهمن ۱۳۸۰ با شمارهٔ ثبت ۴۷۸۰ به‌عنوان یکی از آثار ملی ایران به ثبت رسیده است.